# Roridula gorgonias
Roridula gorgonias komt voor in Zuid-Afrika.  Het is een semicarnivore plant die behoort tot de familie Roridulaceae. Het is een voorbeeld van planten die een biotoop vormen voor kleine insecten, die de gevangen insecten opeten en weer uitpoepen. De plant leeft vervolgens van deze mest.